# Нуркеево
Нуркеево (баш. Нөркәй) — деревня в Туймазинском районе Республики Башкортостан Российской Федерации. Входит в состав Субханкуловского сельсовета.

## География

### Географическое положение
Расстояние до:
- районного центра (Туймазы): 8 км,
- центра сельсовета (Субханкулово): 4 км,
- ближайшей ж/д станции (Туймазы): 8 км.
- Находится возле притока р. Бишинды которая впадает в р. (Усень)
- Возле нуркеево находится деревни Зигитяк и Каин-Елга

## История
Основано как Новонуркеево башкирами деревни Нуркеево Байлярской волости Казанской дороги (ныне село Большое Нуркеево Сармановского района Республики Татарстан) на собственных вотчинных землях. С XIX века носит нынешнее название.
До 2008 года деревня являлась центром Нуркеевского сельсовета.

## Население
| 2002 | 2009 | 2010 |
| ---- | ---- | ---- |
| 641  | ↗850 | ↗888 |

Национальный состав
Согласно переписи 2002 года, преобладающие национальности — башкиры (52 %), татары (39 %).

## Религия
В деревне есть мечеть.